# Стефанович Василь Автономович
Стефанович Василь Автономович (1887–1984) — археолог, краєзнавець, музейний діяч, представник уманської археологічної школи.

## Біографія

Стефанович В. А. у роки навчання в Київському комерційному інституті

Народився 25 (12 за ст.ст.) квітня 1887 року в селі Вечірки Полтавської губ. (тепер Пирятинський район, Полтавська область).
У 1913 р. за дорученням Київського товариства охорони пам'яток історії та старовини проводив розкопки фундаменту Батиєвих (Софійських) воріт у м. Київ.
У 1915 р. закінчив економічний факультет Київського комерційного інституту.
З 1918 р. по 1948 р. працював податковим інспектором у 2-й податковій дільниці Уманського повіту, Старобельському, Фастівському, Київському окрфінвідділах. Починаючи з 1918 р. брав активну участь у заснуванні та розбудові Уманського краєзнавчого музею на громадських засадах.
З 1948 до 1956 р. працював завідувачем фондів Уманського краєзнавчого музею, які він відновив після втрат, завданих війною, а також систематизував наявний археологічний матеріал, класифікувавши його за географічним та хронологічним принципами.

## Досягнення
Співпраця археолога з Уманським краєзнавчим музеєм продовжувалась до останніх років життя, саме йому Василь Стефанович присвятив свою головну працю — «Археологічні пам'ятки Уманщини» у 2-х томах (1968, 1975 рр.), написану в співавторстві з О. П. Діденко]. Це результат більш ніж 50-річної діяльності краєзнавця, під час якої було обстежено понад 200 сіл Уманщини (в історичних межах). Праця була високо оцінена Д. Телегіним, який у своєму відгуку на неї написав:
|  | Книга містить в більшості своїй оригінальні відомості, про які тут йдеться вперше і тому вона є важливим першоджерелом з археології Черкащини. Матеріали книги можуть бути широко використані для наукової роботи фахівців-археологів ... Хотілося б мати подібні збірники з археології у всіх музеях України |

## Останні роки життя

Стефанович В. А. в останні роки життя

Похорон Стефановича В. А. Черкаси, 1984 р.

У 1964 р. Василь Автономович разом з військовим фотографом К. Шишкіном побував на трипільському поселенні в с. Вільхівець. Він допоміг співставити зафіксовані на знімках плями з пам'ятками археології.
Чимало експонатів, зібраних археологом під час роботи над збірниками «Археологічні пам'ятки Смілянщини і Канівщини» (1978 р.) та «Археологічні пам'ятки Чигиринщини та Кам'янщини» (закінчити не встиг), зберігається в Смілянському краєзнавчому музеї та Черкаському обласному краєзнавчому музеї. До останніх днів життя займався пам'яткоохоронною діяльністю.
Помер В. А. Стефанович 25 листопада 1984 р. у Черкаському будинку-інтернаті. Похований у м. Черкаси на кладовищі №. 2, що на вул. Одеській.

## Праці
- Стефанович В. А., З археологічних розвідкових розкопок 1913 року в Києві // Наукові записки Інституту історії матеріальної культури. — Кн. 5-6. — К.: Видавництво Української академії наук, 1935 — С.189—190.
- Стефанович В. А., Діденко О. П., Археологічні пам'ятки Уманщини: У 2-х т. — Т.1. — Умань, 1968. — 307 с.
- Стефанович В. А., Діденко О. П., Археологічні пам'ятки Уманщини: У 2-х т. — Т.2. — Умань, 1975. — 89 с.
- Стефанович В. А., Археологічні пам'ятки Смілянщини та Канівщини (Т. 3). — Черкаси, 1978. — 142 с.
- Діденко О. П., Стефанович В., Чорномаз Б., Збірник археологічних пам'яток Уманщини. — Том 1. — Умань, 2006. — 343 с.